# Марсианский Охотник
Марсианский Охотник (англ. Martian Manhunter, также встречается перевод Охотник с Марса или Марсианин), настоящее имя Дж’онн Дж’онзз (англ. J'onn J'onzz) — вымышленный персонаж комиксов компании DC Comics. Впервые появился в Detective Comics #225 в ноябре 1955 года. Создан писателем Джозефом Самашсоном и художником Джо Сертой. В 1998 году появилась полностью посвящённая ему серия комиксов (автор — Джон Острендер, художник — Том Мэндрейк). Персонаж наиболее известен тем, что он является одним из основателей и постоянных членов Лиги Справедливости.

## История создания
Марсианский Охотник появился в Detective Comics #225 в 1955 году, поэтому некоторые историки считают Марсианского Охотника первым персонажем Серебряного века комиксов. Однако историк комиксов Крейг Шатт, автор колонки «Ask Mister Silver Age» (рус. Спросите мистера Серебряный век) в журнале «Comics Buyer’s Guide», с этим не согласен, отмечая, что Марсианский Охотник впервые появился в качестве детектива, использующего свои сверхспособности, чтобы раскрывать преступления. В конечном счёте он стал членом Лиги Справедливости, хотя изначально был обычным «причудливым детективом», в духе других персонажей того времени: «детективов с телевидения, сверхъестественных детективов, индийских детективов и других». По мнению Шатта, супергероем Марсианский Охотник стал в номере Detective Comics #273 в ноябре 1959 года, когда личность стала скрытой и изменились костюм и внешний вид.

## Вымышленная биография
Дж’онн является марсианином, случайно оказавшимся на Земле, где благодаря своим способностям принял облик человекоподобного зеленокожего существа, носящего длинный синий плащ. Также нередко принимал совершенно человеческий облик, маскируясь под детектива Джона Джонса и других случайных личностей. Марсианский Охотник является членом Лиги Справедливости.

### The New 52
Согласно событиям Flashpoint, Марсианский Охотник становится участником тайной организации Stormwatch. Несмотря на этот альянс с милитаристской группой, куда он идет, «когда ему нужно быть воином», а не героем, часто упоминается, что «он из Лиги Справедливости». Шестой выпуск Stormwatch показывает обратную связь, говоря «с Лигой Справедливости», имея в виду, что Дж’онн общественный супергерой; сам Дж’онн при этом говорит, что он никогда не пытался вступить в Лигу, будучи участником Stormwatch — потому что тогда ему придется хранить секреты и, вероятно, предать их. (Что оказалось ложью, или по крайней мере полуправдой — в определенный момент он почти вступил в Лигу Справедливости, результатом чего стала схватка между ним и командой) Он близок с участниками Stormwatch, считая Гарри Таннера другом и встревоженный, когда его предали; он сказал, что «начал получать удовольствие» компанией «большой сделки» Проекциониста.
В течение своего первого появления в Stormwatch, он помогает Джеку Хоуксмуру и Проекционисту завербовать Аполло, которого Дж’онн принуждает к драке (уходя от ударов) после того, как тот напал на агентов. Он приходит в ярость и перестает драться, когда Аполло предполагает, что Дж’онн пришел убить его, и делает попытку провести переговоры с Аполло. Однако подоспевший Миднайтер заявляет, что сражение вместо разговоров — поступок супергероя, которым Дж’онн не является по собственному заявлению. Позже он встречает участника Stormwatch, управляющего Теневым Кабинетом, и говорит ему, что знает, кто такой Теневой Лорд. Перед тем, как Дж’онн говорит, Теневой Лорд объясняет, что «он хочет, чтобы люди считали его последним Марсианином: благородным, печальным сиротой. Но…».

## Враги
- Бель Джуз — марсианка, пережившая гибель Марса и использующая свои женские уловки и хитрый разум, чтобы манипулировать окружающими. Когда её родной мир стал необитаемым, Бель Джуз улетела на планету Вонн с дорогими ей зелеными марсианами. Бель предала свой народ Тайтенам, захватчикам, изгнавших всех остальных уроженцев Вонн. Тайтены наняли киборгов, чтобы поработить марсиан, а затем использовали их жизненную силу. Только Бель Джуз из всей своей группы сохранила свободу.
- Б’енн Б’ернзз — марсианин-преступник, скрывавшийся на Земле в 2062 году и вернувшийся в настоящее, чтобы сеять хаос и разрушение.
- Бетти Нуар — коварный, генетически сконструированный клон с телепатическими способностями. Она часто проецирует иллюзию красивой женщины на себя.
- Бустер Голд и Голубой Жук — украли печенье Дж’онна.
- Б’ретт — жёлтый марсианин-заключенный, сбежавший из заключения на Землю, спрятавшись на борту экспериментальной ракеты. Приземлившись в Миддлтауне, США, он сразу пришел в ярость. Он носит с собой марсианское лучевое ружье, разрушающее почти любую материю.
- Дарксайд — злой «бог»-пришелец, вторгшийся на Марс задолго до прибытия Дж’онна на Землю. Он ответственен за сведение Малефика с ума.
- Десперо — противник Лиги Справедливости, убивший родителей Цыганки, протеже Дж’онна, а также его напарника Сталь. Дж’онн несколько раз побеждал Десперо публично. Результатом стала взаимная ненависть обоих друг к другу.
- Кэй’эн — один из немногих выживших зеленых марсиан. Белые марсиане промыли ему мозги, чтобы он атаковал Дж’онна.
- Монгул — пришелец-тиран, пытавшийся принудить Дж’онна отдать ему ключ от супер-оружия.

## Силы и способности
Первоначально Марсианский Охотник обладал способностью становиться невидимым и принимать форму любого живого существа, а также владел телепатией. Со временем к этим способностям добавились возможность летать, рентгеновское зрение, сверхчеловеческие сила, скорость и выносливость. Однако Марсианский Охотник очень чувствителен к огню. Также марсианин владеет телекинезом. Он летает за счет управления окружающим воздухом (телекинетический эффект). Также он может менять плотность своего тела, что позволяет ему становиться неосязаемым.
Дж’онн Дж’онзз также демонстрировал способность генерировать и управлять жаром или энергетическими лучами, волнами и взрывами, а также поглощать дополнительную массу из земли для сильного повышения его размеров.
Помимо сверхчеловеческих сил, Дж’онн является очень способным детективом. Как упомянул Бэтмен в своем файле, «во многом Марсианский Охотник похож на смесь Супермена и Бэтмена».[прояснить]

## Вне комиксов

### Мультсериалы
- Лига справедливости
- Юная Лига Справедливости

### Полнометражные мультфильмы
- Лига Справедливости: Новый барьер (2008)
- Лига Справедливости: Кризис двух миров (2010)
- Лига Справедливости: Гибель (2012)
- Смерть Супермена (2018)
- Зелёный Фонарь: Берегись моей силы (2022)

### Полнометражные фильмы
- Лига справедливости Зака Снайдера (2021)

### Телевидение
- В 12-й серии 6-го сезона Тайны Смолвиля в начале серии темнокожий мужчина утверждает, что он Марсианин. Позже санитары, издеваясь, подносят к нему зажигалку, тот в свою очередь боязно отстраняется. Это отсылка к тому, что Марсианский Охотник очень чувствителен к огню. Позже он появляется в 6-10 сезонах этого сериала, как один из действующих лиц и изображается как старый друг Джор-Эла, который пришел на Землю, чтобы оказывать помощь Кал-Элу, когда он в ней нуждается.
- Марсианский Охотник является одним из главных героев сериала «Супергёрл». Согласно сюжету, Дж’онн Дж’онзз давно скрывался на Земле в джунглях Перу. Его выследил Хэнк Хэншоу, директор Департамента Паранормальных Операций (англ. D. E. O., Department of Extra-Normal Operations), одержимый охотой и уничтожением инопланетян, видя в них лишь угрозу. Джеремайя Дэнверс, ученый-эксперт по криптонианцам, а также отец Александры Дэнверс (и приемный отец Супергёрл), спас марсианина ценой своей жизни, взяв с него слово, что тот защитит Алекс от невзгод. Дж’онн, взяв обличие Хэншоу, переформировал D. E. O., сделав из охотников за пришельцами военную инфраструктуру, которая защищает людей от обитателей инопланетной тюрьмы Форт-Росс и им подобным, а также стал негласным помощником Супергёрл. Дж’онн открыл свою тайну только Алекс, взяв с неё слово, что Супергёрл ничего не узнает. В 9 серии 1 сезона Супергёрл узнала об этом своим суперслухом, в конце серии он появился Кэт Грант в облике Супергёрл, и в этот момент пришла Кара как совсем другой человек. В 17 серии Охотника схватили, так как раскрыли его обличие, но в конце сезона Д’жонн был амнистирован и восстановлен в должности.
- Дж’он Дж’онзз также появился в серии кроссовере «Дуэт»(17 серия 3-го сезона «Флэша»). Он вместе с Мон-Элом просит помощи команды Флэша разбудить Супергёрл, позже Музыкальный Мастер отправляет в сон и самого Барри. Марсианский Охотник объединяет силы вместе с Вайбом и Кид Флэшем чтобы победить Музыкального Мастера.
- в кроссовере «Кризис на Бесконечных Землях», Джон выбран «парагоном чести». В посткризисном мире, созданный Спектром, возвращает всем воспоминания с докризисного мира с помощью своих способностей. В финале становится членом «Лиги Справедливости» основанным Флэшем.

В отличие от оригинальных комиксов, в этом сериале Д’жонн в своём истинном облике на одну голову выше среднего человека и имеет костные выступы на лице, из-за чего выглядит менее человекоподобным.

### Фильм
Марсианский охотник появился в фильме «Лига Справедливости Зака Снайдера». Его роль исполнил Гарри Ленникс. Он приходит к Лоис Лейн в образе Марты Кент, убеждая её «вернуться к жизни». В конце фильма появляется в своём привычном образе перед Брюсом Уэйном и обсуждает с ним их будущее сотрудничество в случае нападения врага. Его появление должно было произойти в фильме «Лига справедливости» по изначальной задумке Зака Снайдера, однако, после того, как его на посту режиссёра сменил Джосс Уидон, его роль была убрана из фильма. В предыдущих фильмах Расширенной вселенной DC появлялся в образе генерала Кэлвина Суонвика. В «Человек из стали» он участвовал в предотвращении вторжения генерала Зода и его армии. В «Бэтмен против Супермена: На заре справедливости» пересекался с Лоис Лейн по вопросу о действиях Супермена в Найроби, а также участвовал в устранении Думсдея.

### Игры
- Появляется в игре Injustice: Gods Among Us в качестве DLC.
- Появляется в игре Scribblenauts Unmasked: A DC Comics Adventure[англ.].
- Играбельный персонаж LEGO Batman 2: DC Super Heroes, озвучен Кэмом Кларком.
- Играбельный персонаж Lego Batman 3: Beyond Gotham.

## Критика и отзывы
В мае 2011 года Марсианский Охотник занял 43 место в списке 100 лучших героев комиксов по версии IGN .